# Misanteca puchury-major
Misanteca puchury-major là loài thực vật có hoa trong họ Nguyệt quế. Loài này được (Mart.) Lundell miêu tả khoa học đầu tiên năm 1969.